# Åke Wihlney
Stig Åke Wihlney, född 27 februari 1932 i Lund, död 17 december 1985 i Abbekås, var en svensk journalist och programledare i SVT. 
Han spelade i sin ungdom vattenpolo för simklubben Ran och vann 1951 en tävling i Malmö samt var även med i laget som blev skånska mästare 1954.
Under 1960-talet arbetade Wihlney som utrikeskorrespondent för bland annat Aftonbladet, och han intervjuade då bland andra Fidel Castro och Martin Luther King. 
Han verkade även som sångtextförfattare, bland annat till Lill Lindfors hit "Jag tycker inte om dig" (1965), och skrev också musikalen Åh, Sole Mio (1976), med Inga Gill i en av huvudrollerna.
Som manusförfattare skrev han TV-serierna N.P. Möller – fastighetsskötare (1972) och Olle Blom – reporter (1977). För den stora publiken blev han dock främst känd genom TV-programmet Fönster mot TV-världen (1974–1985).
Wihlney var sambo med Lillemor Olander och hade tillsammans med henne två barn. Han avled under en semesterresa till Kanarieöarna.

## Filmografi
- 1977 – Bang!
- 1982 – Ingenjör Andrées luftfärd
- 1985 – Svindlande affärer